# Coussapoa trinervia
Coussapoa trinervia là loài thực vật có hoa trong họ Tầm ma. Loài này được Spruce ex Mildbr. mô tả khoa học đầu tiên năm 1928.